# 印第安座δ
印第安座δ，又名CP-55 9733，HD 208450、SAO 247244、HR 8368，中文名为波斯六是印第安座的一颗恒星，视星等为4.4，位于銀經339.11，銀緯-48.12，其B1900.0坐标为赤經21h 51m 6.9s，赤緯-55° -48.12′ 5″。